# Jelena Schalygina
Jelena Jewgenjewa Schalygina (russisch Елена Евгеньевна Шалыгина; * 15. Dezember 1986 in Schymkent, Kasachische SSR, UdSSR) ist eine kasachische Ringerin russischer Herkunft in der Klasse bis 63 kg.
2008 konnte sich Jelena Schalygina für die Olympischen Spiele in Peking qualifizieren, dabei gewann sie die Bronzemedaille im Freistilringen in der Gewichtsklasse bis 63 kg.
Schalygina holte die Silbermedaille der Ringer-Weltmeisterschaften 2007 in Baku und die Bronzemedaille der Ringer-Weltmeisterschaften 2009 in Herning.
Bei den Asienmeisterschaften gewann sie Gold 2009, Silber 2006, 2007 und Bronze 2008.